# Сулименков, Вячеслав Васильевич
Вячеслав Васильевич Сулименков (17 февраля 1935 — 10 июня 1994) — советский и российский авиаконструктор и учёный, лауреат Ленинской премии.

## Биография
В 1973 г. после аварии в Ле-Бурже (когда Ту-144 разрушился на глазах сотен тысяч зрителей) назначен сначала начальником отдела прочности, потом зам. генерального конструктора КБ Туполева по прочности.
С 1974 года занимался «решением проблем по обеспечению прочности и по оптимизации конструктивно-силовой схемы Ту-160». 
Отмечается, что принимая участие в работе над созданием Ту-160 В. В. Сулименков
одним из первых разобрался в сложных вопросах сочетания нагрузок на дозвуковых и сверхзвуковых скоростях для самолетов нового поколения, что открывало дорогу к значительному повышению их ресурсов и сроков службы. Под его руководством ведущие прочнисты ОКБ И. Б. Гинко, В. П. Шунаев, В. А. Игнатушкин, И. К. Куликов и возглавляемые ими коллективы обеспечили выполнение прочностных расчетов, обоснование нагрузок, а также разработали методики расчетов на прочность для специалистов всех направлений.

С 1979 года преподаватель филиала кафедры самолётостроения МАТИ на ММЗ «Опыт», потом на кафедре проектирования комплексно-автоматизированных производств летательных аппаратов, куда был направлен на работу как ведущий специалист КБ Туполева. Профессор, доктор технических наук.
В 1990 году из-за разногласий с А. А. Туполевым (не удавалось снизить вес самолёта Ту-334) ушёл в ЦАГИ.
В 1992 г. образовалось АООТ АНТК им. А. Н. Туполева. В. Т. Климов, избранный его генеральным директором, пригласил В. В. Сулименкова своим заместителем по науке. Вскоре он стал также председателем Научно-технического совета.
Погиб 12 июля 1994 г. в результате наезда на его велосипед легкового автомобиля.
Соавтор монографии: Туполев А. А., Сулименков В. В., Зельтин В. К. Повышение эксплуатационных характеристик материалов и эффективность конструкций пассажирских самолетов. В кн.: Металловедение алюминиевых сплавов. М.: Наука, 1985 г., с.22-40.
Ленинская премия 1980 года — за вклад в модификацию конструкции самолёта Ту-154.